# Physalis muelleri
Physalis muelleri ist eine Pflanzenart aus der Gattung der Blasenkirschen (Physalis) in der Familie der Nachtschattengewächse (Solanaceae).

## Beschreibung
Physalis muelleri ist eine ausdauernde, krautige Pflanze. Die Behaarung besteht aus kurzen Trichomen, die nur 0,5 mm lang werden, ein Teil von ihnen besitzt drüsige Köpfchen. Die Laubblätter sind eiförmig, der Rand ist mit großen, ungleichmäßigen Zähnen besetzt. Die größten Blätter werden etwa 4 bis 8 cm lang und 2,8 bis 5,5 cm breit. Die Blattstiele erreichen eine Länge von 15 bis 35 mm.
Die Blüten stehen an 5 bis 6 mm langen Blütenstielen. Der Kelch ist zur Blütezeit 6 bis 8 mm lang und etwa 5 mm breit. Die Kelchlappen sind eiförmig-dreieckig bis lanzettlich zugespitzt und 2 bis 4 mm lang. Die Krone ist gelb gefärbt und mit Markierungen versehen. Sie wird 10 bis 12 mm lang und misst 12 bis 15 mm im Durchmesser. Die Staubbeutel sind gelb und 3,5 bis 4 mm lang, die Staubfäden sind 3 bis 5 mm lang.
An der Frucht vergrößert sich der Kelch auf 17 bis 22 mm Länge und 15 bis 18 mm Breite und ist abstehend, kurzhaarig behaart. Ein Teil der Behaarung besitzt drüsige Köpfchen. Der Querschnitt des Fruchtkelches ist zehnwinkelig oder zehnrippig. Der Fruchtstiel ist 10 bis 15 mm lang, die Beere misst 10 bis 14 mm in der Länge.

## Vorkommen
Die Art ist in Mexiko verbreitet.

## Systematik
Innerhalb der Gattung der Blasenkirschen (Physalis) wird die Art in die Sektion Lanceolatae der Untergattung Rydbergis eingeordnet.

## Nachweise